# NISSAN HIT POP JAPAN
NISSAN HIT POP JAPAN（ニッサンヒットポップジャパン）は、TOKYO FM系（JFN）全国ネットで1994年4月から1999年3月放送されていたラジオ番組。日産自動車の一社提供。

## 番組概要
基本的に生放送のスタイルをとっていた。

## パーソナリティー
- 佐藤竹善
- 松本とも子